# 太安 (柔然)
太安（492年-505年）是柔然的君主候其伏代库者可汗那盖的年號，共计14年。

## 纪年
| 太安 | 元年   | 二年   | 三年   | 四年   | 五年  | 六年  | 七年  | 八年  | 九年  | 十年  |
| ---- | ------ | ------ | ------ | ------ | ----- | ----- | ----- | ----- | ----- | ----- |
| 公元 | 492年  | 493年  | 494年  | 495年  | 496年 | 497年 | 498年 | 499年 | 500年 | 501年 |
| 干支 | 壬申   | 癸酉   | 甲戌   | 乙亥   | 丙子  | 丁丑  | 戊寅  | 己卯  | 庚辰  | 辛巳  |
| 太安 | 十一年 | 十二年 | 十三年 | 十四年 |       |       |       |       |       |       |
| 公元 | 502年  | 503年  | 504年  | 505年  |       |       |       |       |       |       |
| 干支 | 壬午   | 癸未   | 甲申   | 乙酉   |       |       |       |       |       |       |

## 同期存在的其他政权年号
- 永明（483年正月—493年十二月）：南朝齊齊武帝萧赜的年号
- 隆昌（494年正月—七月）：南朝齊鬱林王萧昭业的年号
- 延興（494年七月—十月）：南朝齊海陵王萧昭文的年号
- 建武（494年十月—498年四月）：南朝齊齐明帝萧鸾的年号
- 永泰（498年四月—十二月）：南朝齊齐明帝萧鸾的年号
- 永元（499年正月—501年三月）：南朝齊齐東昏侯萧宝卷的年号
- 建義（500年二月—三月）：雍道晞的年号
- 中興（501年三月—502年三月）：南朝齊齐和帝萧宝融的年号
- 天監（502年四月—519年十二月）：南朝梁梁武帝萧衍的年号
- 太和（477年正月-499年十二月）：北魏政权北魏孝文帝元宏年号
- 景明（500年正月-504年正月）：北魏政权北魏宣武帝元恪年号
- 正始（504年正月-508年八月）：北魏政权北魏宣武帝元恪年号
- 建初：高昌政权年号
- 承平：高昌政权麴嘉年号

## 參看
- 中国年号索引
  - 其他使用太安年號的政權
- 蒙古年号列表